# Springfield (Nieuw-Zeeland)
Springfield is een plaatsje in het Selwyn district in de regio Canterbury, op het Zuidereiland van Nieuw-Zeeland, niet ver van Christchurch. In 2001 woonden er 219 mensen. Er staat een neogotisch kerkje gewijd aan Sint-Pieter, ontworpen door de architect Cyril Mountfort (1852 - 1920).
Het is de geboorteplaats van een belangrijk medewerker van de Communistische Partij van China, Rewi Alley.
Op 15 juli 2007, werd er in het dorpje een gigantische roze kunst-donut onthuld in het kader van de promotie van de film The Simpsons. Deze donut is in 2009 door brandstichting verwoest.

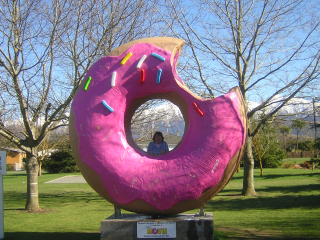
De megadonut van Springfield.